# 인터내셔널 테라스타
인터내셔널 테라스타(영어: International TerraStar)는 미국의 나비스타 인터내셔널 사가 생산했던 대형 트럭으로 2010년부터 2015년까지 생산했다.